# Biais culturel
Un biais culturel est un biais cognitif[réf. nécessaire] lié à un type ou niveau de culture. 
C'est le fait pour une personne de juger et interpréter les choses, les phénomènes, les évènements, les problèmes ou opportunités, les prises de position ou de décision de telle(s) ou telle(s) autre personne(s), etc. à partir uniquement de ses propres références culturelles. 
Par exemple une personne de culture nord-européenne aura tendance à penser que, lors d'un enterrement, les personnes s'habillent universellement en noir, alors que dans certaines cultures méditerranéennes, la mort est quelquefois symbolisée par le blanc.

## Conséquences
Un biais culturel peut aboutir à des aveuglements dans la perception de l'environnement, et donc à des prises de décision fortement inadaptées dans des domaines où un autre type, ou niveau, de culture règne ou est impliqué.
Lorsqu'il existe des risques collectifs, par exemple, les biais culturels peuvent empêcher une identification pertinente de ces risques.